# Nihon Seimei Marunouchi
Le Nihon Seimei Marunouchi (日本生命丸の内ビルディング) est un gratte-ciel construit à Tokyo de 2001 à 2004 mesurant 160 mètres de hauteur. La surface de plancher de l'immeuble est de 94 414 m2.
L'immeuble a été conçu par l'agence d'architecture Nikken Sekkei et la société Mitsubishi Estate Co.